# Kino Otok
Das Kino Otok – Isola Cinema Festival ist ein seit 2004 normalerweise jährlich stattfindendes Filmfestival in Izola an der slowenischen Adriaküste und an anderen Orten in Slowenien (Otok ist das slowenische Wort für Insel).
Veranstalter ist die Non-Profit-Organisation Otok Institute in Ljubljana.

## Programm
Es handelt sich um ein nicht wettbewerbsorientiertes Festival, das sich auf die Präsentation von unabhängigem Kunstkino  konzentriert. Die Veranstalter legen insbesondere Wert auf den direkten, persönlichen Austausch zwischen Filmemachern, Künstlern und Publikum.